# Max Nitzsche
Max Nitzsche (* 30. Juni 1915 in Kiel; † unbekannt) war ein deutscher Journalist und promovierter Philosoph.

## Leben
Max Nitzsche wurde als Sohn von Max und Olga Nitzsche geboren. Er besuchte erst in Kiel das Gymnasium und war danach Schüler des Vitzthum-Gymnasiums in Dresden. Nitzsche studierte Philosophie, Pädagogik und neuere Geschichte. Er begann sein Studium an der Christian-Albrechts-Universität zu Kiel, u. a. bei Ferdinand Weinhandl, Johannes Wittmann und Otto Höfler, und schloss es an der Ludwig-Maximilians-Universität München ab, wo zu seinen Professoren Karl Alexander von Müller, Hans Grunsky und Georg Burckhardt gehörten. Nitzsche promovierte im Jahre 1940 bei Grunsky mit der Dissertation Bund und Staat über die Bündische Jugend und Männerbünde, darunter explizit den George-Kreis.
Von 1953 bis 1961 leitete Max Nitzsche für die „Rheinische Post“ die Bonner Redaktion. In dieser Funktion gehörte er zu einem exklusiven Kreis von Korrespondenten, die 1959 an den vertraulichen „Teegesprächen“ von Bundeskanzler Konrad Adenauer im Palais Schaumburg teilnahmen. An diesen auf ausdrücklichen Wunsch von Adenauer im kleinen Kreise geführten Gesprächen nahmen des Weiteren noch Staatssekretär Hans Globke, Regierungssprecher Felix von Eckardt und die Journalisten Hugo Grüssen, Ludwig von Danwitz, Alfred Rapp, Georg Schröder, Max Schulze-Vorberg und Robert Strobel teil.

## Publikationen
- Bund und Staat. Wesen und Formen der bündischen Ideologie. Konrad Triltsch, Würzburg, 1942.